# Monophyllaeinae
Monophyllaeinae, podtribus Gesnerijevki dio tribusa Epithemateae. Sastoji se od dva roda sa 48 vrsta monokarpičnog bilja iz tropske Azije i Kine

## Rodovi
1. Monophyllaea Bennet & R. Br. (38 spp.)
2. Whytockia W. W. Sm. (10 spp.)